# Comité de législation
Comité de législation : En dépit des empiètements de plus en plus fréquents du Comité de salut public depuis sa création, dans le domaine réservé au Comité de législation, celui-ci comptait parmi ses membres plusieurs juristes éminents, sut maintenir son prestige et faire preuve d'une activité considérable pendant toute la session de la Convention, avant et après le 9 thermidor an II (27 juillet 1794).
Dix-sept membres dont Jean-Jacques-Régis de Cambacérès, futur archichancelier de l'Empire, et Philippe-Antoine Merlin de Douai, illustre juriste, promoteur de la loi des suspects ; ainsi que Jean-Baptiste Le Carpentier, conventionnel de la Manche.